# モウソリスト
『モウソリスト』は、2013年10月16日から2014年9月17日までフジテレビで放送されていた深夜バラエティ番組。

## 内容
『百識王』が新メンバーを迎えリニューアル。「妄想を具体化したい」をコンセプトに、さまざまな「妄想」で遊んだりチャレンジする番組。

## 出演者
- 井ノ原快彦（20th Century）
- 戸塚祥太（A.B.C-Z）
- 森本慎太郎（ジャニーズJr.）
- 真田佑馬（ジャニーズJr.、noon boyz）
- 岡本圭人（Hey! Say! JUMP）
- 高田翔（ジャニーズJr.）

## 放送リスト
放送日は関東地区のもの。
| 回 | 放送日         | お題の妄想                             |
| -- | -------------- | -------------------------------------- |
| 1  | 2013年10月16日 | お金がほしい!コレクターアイテムで稼ぐ  |
| 2  | 2013年10月23日 | 月に10万稼げる?最強の副業せどりに潜入! |
| 3  | 2013年10月30日 | 街で勇気を出し聞きづらい事を聞く!      |
| 4  | 2013年11月6日  | コレクター達のお宝を探してお金稼ぎ!    |

## ネット局
| 放送対象地域   | 放送局             | 系列           | 放送日時                     | 放送期間         | 遅れ       |
| -------------- | ------------------ | -------------- | ---------------------------- | ---------------- | ---------- |
| 関東広域圏     | フジテレビ         | フジテレビ系列 | 水曜 1:10 - 1:40（火曜深夜） | 2013年10月16日 - | 制作局     |
| 宮城県         | 仙台放送           | フジテレビ系列 | 水曜 1:10 - 1:40（火曜深夜） | 2013年10月16日 - | 同時ネット |
| 山形県         | さくらんぼテレビ   | フジテレビ系列 | 水曜 1:10 - 1:40（火曜深夜） | 2013年10月16日 - | 同時ネット |
| 長野県         | 長野放送           | フジテレビ系列 | 水曜 1:10 - 1:40（火曜深夜） | 2013年10月16日 - | 同時ネット |
| 広島県         | テレビ新広島       | フジテレビ系列 | 水曜 1:10 - 1:40（火曜深夜） | 2013年10月16日 - | 同時ネット |
| 高知県         | 高知さんさんテレビ | フジテレビ系列 | 水曜 1:10 - 1:40（火曜深夜） | 2013年10月16日 - | 同時ネット |
| 新潟県         | 新潟総合テレビ     | フジテレビ系列 | 水曜 1:15 - 1:45（火曜深夜） | 2013年10月23日 - | 7日遅れ    |
| 秋田県         | 秋田テレビ         | フジテレビ系列 | 木曜 0:35 - 1:05（水曜深夜） | 2013年10月24日 - | 8日遅れ    |
| 長崎県         | テレビ長崎         | フジテレビ系列 | 木曜 1:40 - 2:10（水曜深夜） | 2013年10月24日 - | 8日遅れ    |
| 島根県・鳥取県 | 山陰中央テレビ     | フジテレビ系列 | 金曜 0:35 - 1:05（木曜深夜） | 2013年10月25日 - | 9日遅れ    |
| 佐賀県         | サガテレビ         | フジテレビ系列 | 木曜 0:35 - 1:05（水曜深夜） | 2013年10月31日 - | 15日遅れ   |
| 沖縄県         | 沖縄テレビ         | フジテレビ系列 | 土曜 1:20 - 1:50（金曜深夜） | 2013年11月2日 -  | 17日遅れ   |
| 熊本県         | テレビくまもと     | フジテレビ系列 | 日曜 9:30 - 10:00            | 2013年11月3日 -  | 18日遅れ   |
| 静岡県         | テレビ静岡         | フジテレビ系列 | 火曜 1:30 - 2:00（月曜深夜） | 2013年11月5日 -  | 20日遅れ   |
| 中京広域圏     | 東海テレビ         | フジテレビ系列 | 金曜 1:40 - 2:10（木曜深夜） | 2013年12月13日 - | 86日遅れ   |
| 福島県         | 福島テレビ         | フジテレビ系列 | 金曜 1:15 - 1:45（木曜深夜） | 2014年2月7日 -   | 121日遅れ  |
| 岡山県・香川県 | 岡山放送           | フジテレビ系列 | 金曜 1:10 - 1:40（木曜深夜） | 2014年4月4日 -   | 9日遅れ    |

## スタッフ
- ナレーション:島田彩夏
- 構成:酒井健作、西村晋、寺田智和、飯尾亮昌
- リサーチャー:高木美嘉、村田宗大
- TD:坂本淳一
- SW:横山大輔、松井光太郎
- VE:横井甲児、東海林学
- CAM:松井光太郎、飯島知紀
- AUD:浅岡利津子
- LD:楢橋秀満
- 美術制作:古江学
- デザイン:齋田崇史
- 美術進行:矢野雄一郎
- 大道具:村上公志
- アクリル装飾:山田隼人
- アートフレーム:石井智之
- 電飾:森智
- ヘアメイク:大高里絵
- スタイリスト:関恵美子
- 編集:石井公二
- MA:水野学
- 音効:星裕介
- TK:斉藤裕里
- デスク:西岡知子
- CG:富井真
- ペイント:吉澤真純
- 制作協力:HIHO-TV
- 技術協力:fmt、4-Legs、IMAGICA
- 協力:ジャニーズ事務所
- AP:金子三枝
- ディレクター:高橋純平、山本希江（共に以前は、AD）
- チーフディレクター:三宅佑治（以前は、ディレクター）
- 演出:疋田雅一
- プロデューサー:金井尚史、双川正文
- チーフプロデューサー:三浦淳
- 制作:フジテレビバラエティ制作部
- 制作著作:フジテレビ

### 過去のスタッフ
- TK:江野澤郁子、松下絵里
- AD:惣明裕介
- ディレクター:永井裕史
- チーフディレクター:田中宏明
- チーフプロデューサー:挾間英行